# Saint-Égrève
Saint-Égrève je severno predmestje Grenobla in občina v vzhodnem francoskem departmaju Isère regije Rona-Alpe. Leta 2009 je naselje imelo 15.990 prebivalce.

## Geografija
Kraj leži v pokrajini Daufineji ob reki Isère, 7,5 km severozahodno od središča Grenobla.

## Uprava
Saint-Égrève je sedež istoimenskega kantona, v katerega so poleg njegove vključene še občine Fontanil-Cornillon, Mont-Saint-Martin, Proveysieux, Quaix-en-Chartreuse, Saint-Martin-le-Vinoux in Sarcenas s 24.616 prebivalci.
Kanton Saint-Égrève je sestavni del okrožja Grenoble.

## Pobratena mesta
- Karben (Hessen, Nemčija),
- Krnov (Češka),
- Mińsk Mazowiecki (Mazovijsko vojvodstvo, Poljska).